# Villa Hoeller

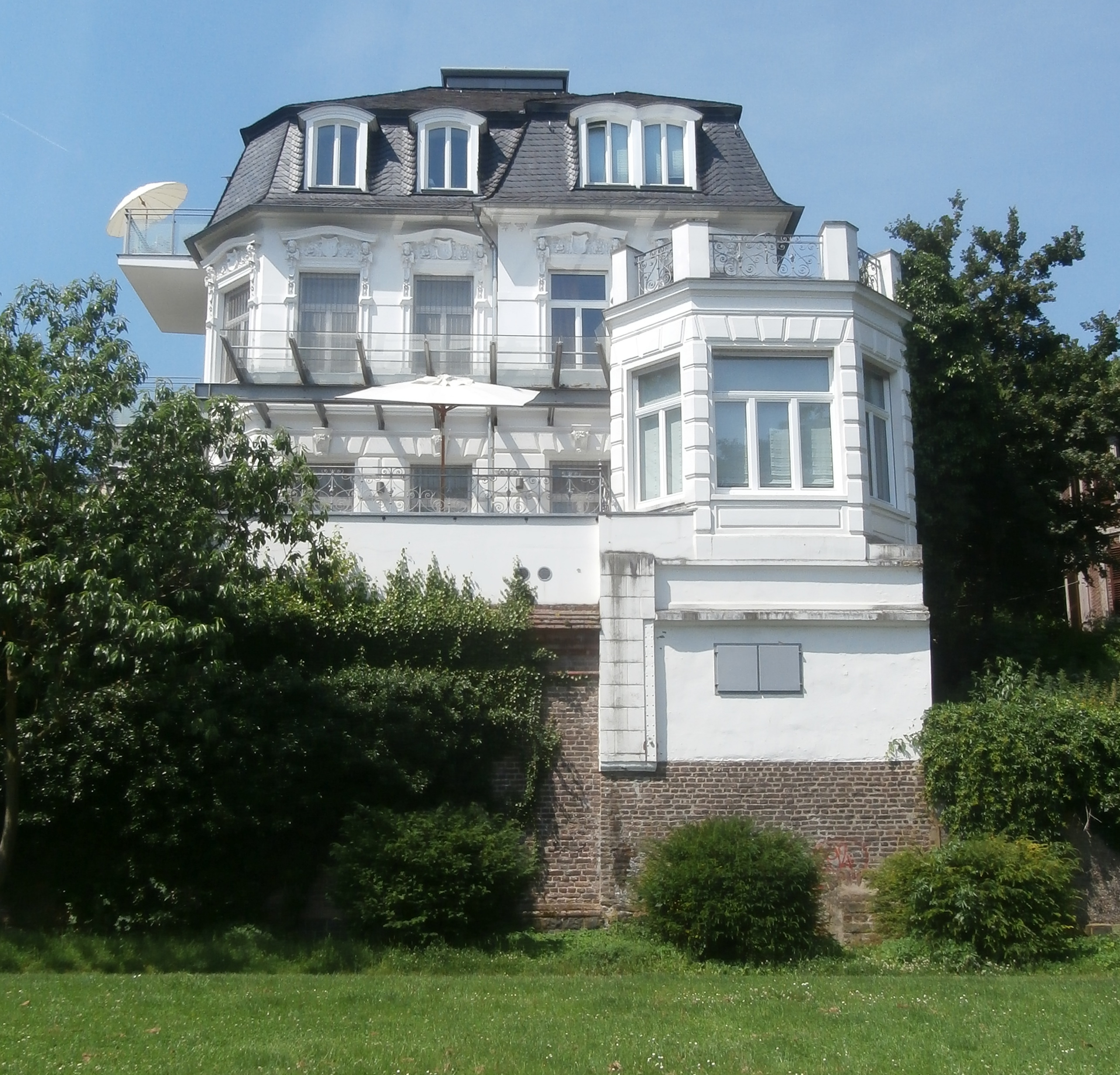
Villa Hoeller, Rheinseite (2013)

Die Villa Hoeller ist eine Villa im Bonner Ortsteil Bonn-Castell, die von 1898 bis 1900 errichtet wurde. Sie liegt am Leinpfad oberhalb des Rheinufers in der Straße Am Schänzchen (Hausnummer 12). Die Villa steht als Baudenkmal unter Denkmalschutz.

## Geschichte

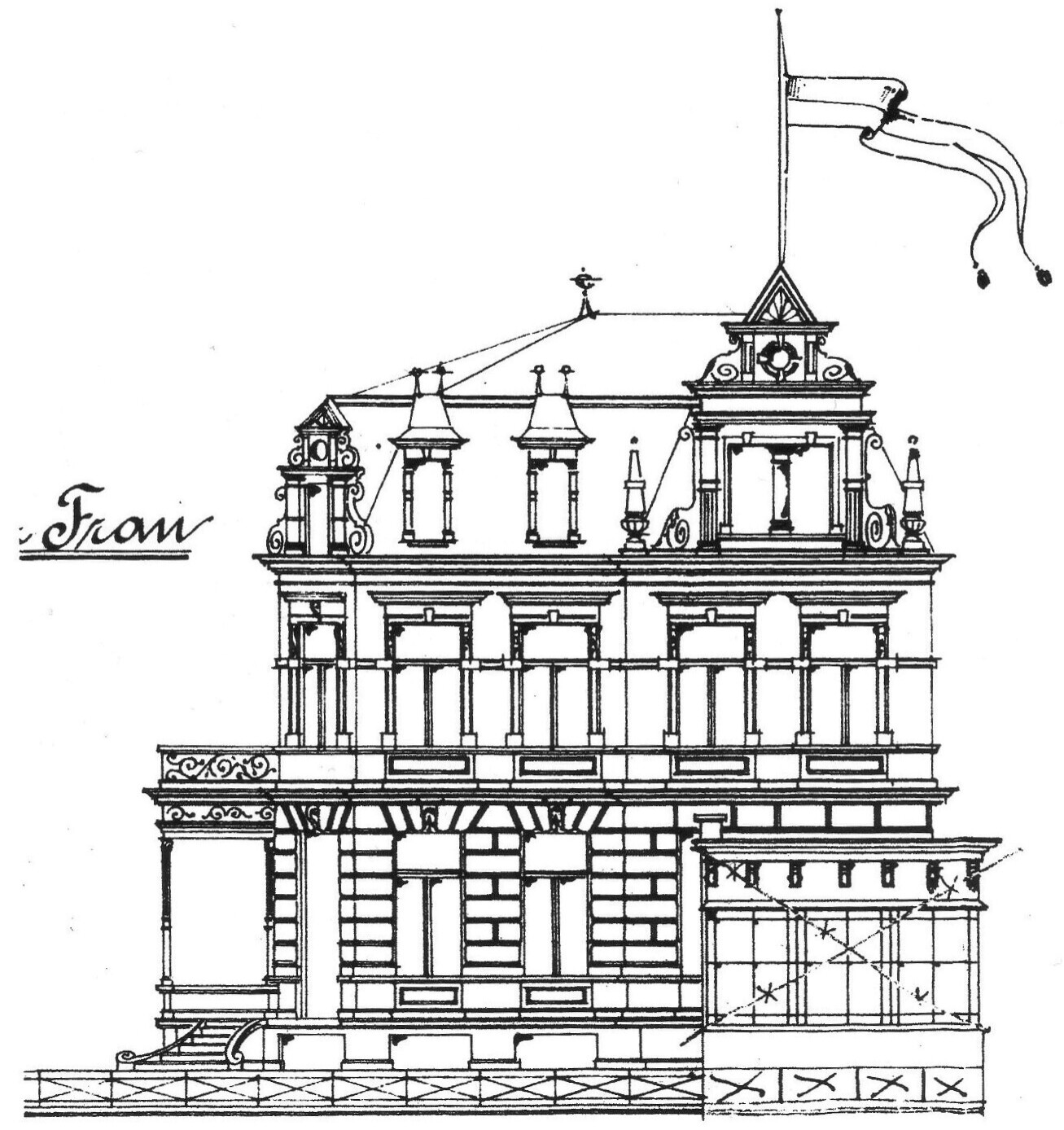
Aufriss der Rheinfront (1898)

Dem eigentlichen Bau der Villa für den Bauherrn Carl Hoeller, einen Fabrikanten, nach Plänen des Bonner Architekten Hermann Schmitt ging Ende 1897 der Bau eines Gartenhauses an der Grenze zum
Leinpfad und einer Gartenmauer voraus. Im Mai 1898 wurde nach einer erfolgten Ausnahmegenehmigung der Bauantrag für die Villa und ein zugehöriges Pförtnerhaus gestellt, im Juli 1898 erfolgte die Erteilung der Baugenehmigung. Im Dezember 1898 konnte das Gebäude im Rohbau abgenommen werden, im Mai 1900 war es fertiggestellt. Stilistisch lässt sich die asymmetrisch aufgebaute Villa dem picturesquen und abstrahierten Barock zurechnen, sie ist die nördlichste der damals am Bonner Rheinufer errichteten Villen. Das Gartenhaus („Pavillon“) war bei der Errichtung der Villa baulich mit dieser verbunden wurden, 1910 wurde es mit dem Ziel einer Angleichung der Decken- und Fußbodenhöhe umgebaut. 1914 ließ Hoeller an der Nordseite einen Anbau zur Unterbringung von Küche, Speisekammer und Closet durchführen.

„Auch die asymmetrische, malerische Disposition wird, wo es das Gelände erlaubt, angestrebt, so bei der Villa Hoeller (…). Hier wurde der bereits vorhandene Gartenpavillon als asymmetrischer Akzent gleich in die Planung aufgenommen und auf asymmetrischem Grundriss die Villa mit sehr plastischem auch figürlichem Dekor errichtet.“

1932 erhielt die Villa rheinseitig eine Terrasse, nach dem Tod Hoellers folgten 1934 durch dessen Erben weitere Baumaßnahmen zur Errichtung einer Garage und eines Schwimmbeckens. Im Zweiten Weltkrieg erlitt die Villa erhebliche Schäden, der nachfolgende Wiederaufbau war bis 1948 (Erdgeschoss) bzw. 1952 (obere Geschosse) abgeschlossen. Unmittelbar im Anschluss wurden Dachausbauten vorgenommen. 1964 war das Gebäude in den Besitz der VEBA AG übergangen, die es in diesem Jahr unter weitgehender Wahrung der Bausubstanz zum Bürogebäude umbauen ließ. Zu den dabei umgesetzten Veränderungen gehörten die Verlegung des Eingangs an die Straßenseite sowie die Schaffung eines neuen Entrées. Spätestens ab 1968 diente die Villa als Residenz der Botschaft des Königreichs Dänemark, Wohnsitz des dänischen Botschafters in der Bundesrepublik Deutschland am Regierungssitz Bonn. Die Kanzlei der Botschaft befand sich auf der gegenüberliegenden Straßenseite an der Ecke Pfälzer Straße. Im Zuge der Verlegung des Regierungssitzes (1999) zog die dänische Botschaft nach Berlin um, bereits 1998 hatte Dänemark die Residenz verkaufen können (→ Dänische Botschaft in Berlin).